# Уилсон, Таня
Таня Дениз Уилсон (англ. Tanya Denise Wilson; род. 13 июня 1950, Гонолулу) — американская фотомодель; победительница конкурса красоты «Мисс США 1972».

## Биография
В 1969 году Таня Уилсон участвовала в конкурсе красоты Мисс Невада, где стала Второй Вице-мисс. Также приняла участие в 1970 году. После переезда с матерью в Гонолулу завоевала титул «Мисс Гавайи» в начале мая 1972 года. Через две недели в городе Дорадо, Пуэрто-Рико победила на конкурсе Мисс США. Она приняла корону от предыдущей обладательницы титула — Мишель Макдональд, представлявшей штат Пенсильвания. Таня Уилсон стала второй представительницей штата Гавайи, завоевавшей титул Мисс США.

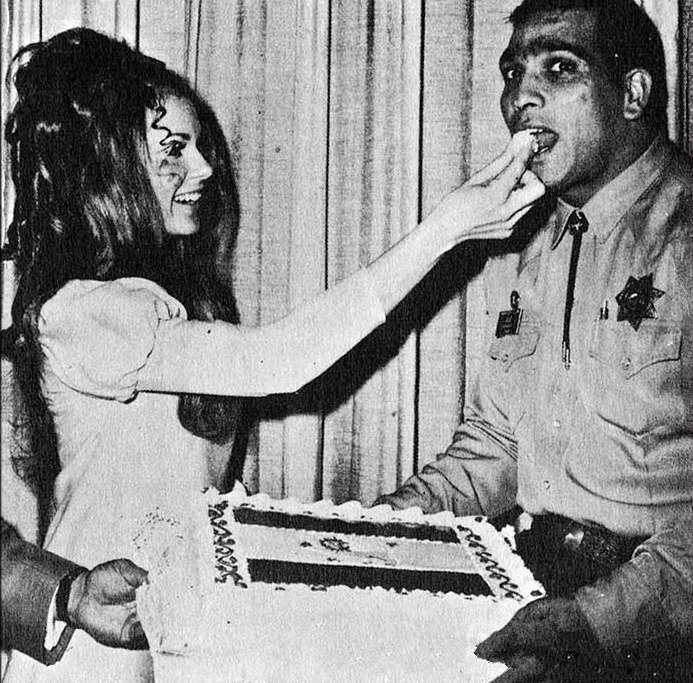
Таня Дениз Уилсон и Джалал Кешмири

Это был первый раз за двадцатилетнюю историю конкурса Мисс США, когда конкурс проводился за пределами континентальных штатов США, и единственный раз, когда он проводился на Территории Соединённых Штатов. Мероприятие было омрачено взрывом бомбы в гостинице, в результате которого никто не пострадал, но был отменён коронационный бал.
Представляла США на международном конкурсе Мисс Вселенная 1972. Конкурс проводился за пределами Соединённых Штатов. Уилсон вошла в число полуфиналисток.
В июне 1973 года, после передачи короны новой Мисс США, Таня Дениз Уилсон стала планировать семью.